# Palasari (Cipanas)
Palasari is een bestuurslaag in het regentschap Cianjur van de provincie West-Java, Indonesië. Palasari telt 16.357 inwoners (volkstelling 2010).